# Van Leest
Van Leest, in de bedrijfslayout geschreven als vanLeest, was een Nederlandse winkelketen die zich richtte op de verkoop van muziek, films en computerspellen. Het bedrijf werd reeds voor 1940 opgericht en bestond ten slotte uit ongeveer zestig filialen. Sinds 1993 was het eigendom van de Free Record Shop Holding, toen deze in 2013 failliet ging betekende dat ook het einde voor Van Leest.
Dirigent en componist Antoon van Leest opende zijn muziekwinkel in de jaren 1930 op de hoek van het Wilhelminaplein en de Heilige Geeststraat in Eindhoven. In deze winkel verkocht hij muziekinstrumenten en bladmuziek en later ook grammofoonplaten. Van Leest was de eerste muziekwinkel in Nederland met geluidscabines. In de winkel traden onder andere Tom Manders, Caterina Valente, The Blue Diamonds, Rex Gildo en André van Duin op. 
In 1957 namen de zoons Christ en Jan van Leest de winkel over die verhuisde naar de Hermanus Boexstraat in Eindhoven. Op het dak van deze muziekzaak traden onder meer Fats Domino en Peter Koelewijn op. Vanaf de jaren zeventig werden filialen geopend in onder andere Woensel, Tilburg en Breda. In de jaren 1980 en 1990  kwamen daar nog een aantal vestigingen bij. 
Tegen het eind van de jaren 90 had vanLeest meer dan veertig winkels en de automatisering sloeg toe. Er wordt een machine gebouwd (door Bopack) om de artikelen beter en efficienter af te handelen. 
In 1993 werd de keten overgenomen door de Free Record Shop Holding. In 2009 sloot het hoofdkantoor in Eindhoven  en in 2011 stopte de webwinkel. In mei 2013 ging de Free Record Shop Holding inclusief Van Leest failliet.